# Mitthyridium subluteum
Mitthyridium subluteum là một loài rêu trong họ Calymperaceae. Loài này được Müll. Hal. H.K. Nowak mô tả khoa học đầu tiên năm 1980.